# Matagalpa
Matagalpa és un municipi i ciutat de la República de Nicaragua, capçalera del departament de Matagalpa situat al centre del país. És la setena ciutat més gran de Nicaragua, la més gran de l'interior del país i una de les més actives comercialment fora de Managua. És coneguda com a «Perla del Septentrión», a causa de les seves característiques naturals i com la «Capital de la Producció», per la seva variada activitat agropecuària i comercial. Està situada a 128 quilòmetres al nord-est de Managua, la capital del país.
Durant el domini espanyol va ser seu del Corregiment de Matagalpa, dins la divisió territorial i administrativa de la Capitania General de Guatemala, anomenat Regne de Guatemala i administrada per la Real Audiència de Guatemala.